# Nothing But Lies
Nothing But Lies è un film muto del 1920 diretto da Lawrence C. Windom. La sceneggiatura di Stanner E.V. Taylor si basa sull'omonimo lavoro teatrale di Aaron Hoffman che aveva debuttato a Broadway al Longacre Theatre l'8 ottobre 1918.

## Produzione
Il film fu prodotto dalla Taylor Holmes Productions.

## Distribuzione
Il copyright del film, richiesto dalla Taylor Holmes Productions, Inc., fu registrato il 5 maggio 1920 con il numero LP15121.
Distribuito dalla Metro Pictures Corporation, il film uscì nelle sale cinematografiche statunitensi nell'aprile 1920.